# Parafia Najświętszego Serca Pana Jezusa w Syracuse
Parafia Najświętszego Serca Pana Jezusa w Syracuse (ang. Sacred Heart Parish) – parafia rzymskokatolicka położona w Syracuse w hrabstwie Onondaga, stanu Nowy Jork, Stany Zjednoczone.
Jest ona wieloetniczną parafią w diecezji Syracuse, z mszą św. w j. polskim dla polskich imigrantów.
Ustanowiona w 1892 roku i dedykowana Najświętszemu Sercu Pana Jezusa.

## Nabożeństwa w j.polskim
- Niedziela – 10:45

## Grupy parafialne
- Towarzystwo różańcowe
- Legion of Mary

## Szkoły
- Sacred Heart Elementary School

## Cmentarze
- Kaplica i cmentarz Geddes
- Kaplica i cmentarz Lakeland